# Narratologi
Narratologi (efter lat. narratio, ’fortælling, beretning’ og -logi, ’lære’), også kendt som fortælleteori, er læren om fortællinger. Narratologien er i sit udgangspunkt en litteraturteoretisk disciplin, som hører under litteraturvidenskab. En narratologisk analyse kan for eksempel fokusere på en fortællings opbygning eller fortæller. Denne form for analyse kan være med til at vise, hvad der er fokus på i en fortælling, samt hvordan en fortællers perspektiv påvirker fremstillingen. På samme måde kan den gøre det muligt at sammenligne forskellige analyseobjekter, for eksempel i forhold til genkommende handlingsmønstre.
Narratologiens genstandsfelt er fortællinger af enhver art. Analyseobjektet kan være et fiktionsværk, herunder skønlitterære fortællinger som eksempelvis romaner eller noveller, men også for eksempel film, sangtekster, tegneserier, og computerspil. Herudover kan analyseobjektet være ikke-fiktive fortællinger som for eksempel biografier, historieskrivning og blogs. Det afgørende er, at der er en handling bestående af en eller flere begivenheder..

## Narratologiens historie
Disciplinen narratologi er navngivet af den franske strukturalist og litteraturteoretiker Tzvetan Todorov i bogen Grammaire du Décaméron fra 1969. Torodov er dog langt fra den første, der beskæftiger sig med fortællinger i forhold til komposition eller fortællerforhold. Allerede i Poetikken af Aristoteles, 384-322 fvt., findes nogle af de tidligste teoretiske overvejelser over fortællingers opbygning og bestanddele, som vi kender til i dag. Aristoteles argumenterer for, at fortællinger består af tre dele: en begyndelse, en midte og en slutning. Disse overvejelser omhandler hvordan fortællinger er opbygget og retter sig dermed mod måden, de er fortalt på (fortællingens udtryk), snarere end mod hvad de fortæller (fortællingens indhold), og overvejelserne kan derfor siges at være narratologiske. De mest markante forløbere til narratologien findes i slutningen af 1800-tallet og i starten af 1900-tallet, hvor især Vladimir Propp og Mikhail Bakhtin er vigtige bidragsydere.
I dag inddeles narratologien meget overordnet i to bevægelser: den klassiske og den moderne narratologi. Den klassiske narratologi kaldes også strukturalistisk narratologi. Den dækker over en bestemt teoretisk skoledannelse, der med stærk inspiration fra strukturalismen og den russiske formalisme blomstrede op i Frankrig i 1960’erne og 1970’erne. Den klassiske narratologi blev anført af prominente tænkere som Tzvetan Todorov, Roland Barthes, Algirdas J. Greimas og Gérard Genette. Målet med den klassiske narratologi var at kortlægge "en fortællingens grammatik". Denne kortlægning skulle opregne og optegne de motiver, der styrer og konstituerer fortællinger. Den klassiske narratologi havde primært litterære tekster som sit interesseområde.
Den klassiske narratologi blev udsat for massiv kritik op gennem 1970'erne og 1980'erne, blandt andet med dekonstruktionens fremkomst. Dekonstruktionisterne kritiserede særligt den klassiske narratologis forestilling om, at alle fortællinger kan analyseres som et finit antal strukturer, der kan kortlægges, og at dette kan ske ved hjælp af strukturelle analyseredskaber. Herved mente dekonstruktionisterne, at man med narratologiens tekstsyn og redskaber ville komme til at overse flertydigheder ved de analyserede narrativer. Narratologien blev desuden kritiseret for sit manglende blik for fortællingers kontekst, herunder forfatterens og læserens rolle og den historiske kontekst, hvori værket er skrevet. Dette medførte, at narratologien indtog en mindre prominent rolle frem til midten af 1990'erne.
Den moderne narratologi har elementer fra den klassiske narratologi, men også fra den amerikanske point-of-view-tradition og en lang række andre humanistiske discipliner. Der findes ikke nogen samlet moderne narratologi, men derimod en række teoretisk og metodisk forskellige narratologiske tilgange. Derfor taler man også om narratologier. Nogle af de mest prominente moderne narratologier er feministisk, retorisk, etisk, og kognitiv narratologi.

## Narratologiens forløbere
Før den klassiske narratologi blev udformet, var der en række litteraturforskere som beskæftigede sig med aspekter ved litteraturen, som i dag kaldes narratologiske. En af dem, der oftest bliver refereret til, er den russiske formalist Vladimir Propp. Han er særligt kendt for sin systematiske redegørelse af opbygningen af trylleeventyr i Морфология сказки, 1928, som oversat til dansk hedder Eventyrets morfologi. Heri argumenterer han for, at alle trylleeventyr grundlæggende følger den samme formular. Propp anvender blandt andet begrebsparret fabula og sjužet, som henviser til forholdet mellem komposition og forestillet kronologi. Siden har han skrevet en række bøger og essays, hvoraf sæmleværket Фольклор и действительность, 1976, skal fremhæves. Dette værk giver en grundig indføring i Propps narratologiske tanker.
Den russiske filosof, litteraturkritiker og litteraturteoretiker Mikhail Bakhtin haft også haft stor indflydelse på narratologien, blandt andet med de fire essays: "Slovo v romane"., 1934-1935, "Formy vremeni i khronotopa v romane"., 1937-1938, "iz predystorii romannogo slova"., 1940, og "Epos i roman"., 1941. Disse artikler er sidenhen blevet samlet under titlen The Dialogic Imagination,1975. Bakhtin introducerede heri begreberne heteroglossia, dialogisme og kronotop.
Franz K. Stanzel gjorde i "Die Typischen Erzählsituationen im Roman" (1955) nogle af de første systematiske overvejelser over fortællersituationer. Stanzels teori bygger på idéen om, at alle narrativer er medierede, det vil sige at narrativer aldrig kan fortælles neutralt, fordi de bliver fortalt fra fortællerens perspektiv. Stanzels tilgang blev i første omgang overset i fransk og angelsaksisk sammenhæng, hvilket betød, at han aldrig fik den samme status som eksempelvis Gérard Genette, selvom de begge beskæftigede sig med at opstille en samlet beskrivelse af fortællertyper.
Den tyske litteraturforsker Käte Friedmann har forsket i fortællerens rolle inden for episk poesi i Die Rolle des Erzählers in der Epik, allerede i 1910.

## Point-of-view-traditionen
Den amerikanske point-of-view-tradition er kendetegnet ved at være mere tekstsensitiv end den klassiske narratologi, samt mindre generaliserende og stringent. Den har i modsætning til klassisk narratologi ikke rødder i strukturalismen, men bygger særligt på Hanry James teoridannelser fra slutningen af det nittende århundrede. Den blev først til en egentlig tradition med den amerikanske litteraturkritiker Wayne C. Booth, der blandt andet er kendt for værket The Retoric of Fiction, 1961. Med dette værk introducerer Booth begrebet den implicitte forfatter, indleder diskussionen om pålidelighed og upålidelighed hos fortællere og argumenterer for, at al narrativitet er en form for retorik. Herved ligger Booth kimen til en lang række narratologiske diskussioner og teoretiske udviklinger, som både understreger og former traditionens betydning.
Den amerikansk-engelske forfatter og litteraturkritiker Henry James er en af de tidligste figurer inden for denne tradition. Hans overvejelser over synsvinkler, eng. point of view, karakterer og plot kan for eksempel findes i samleværket Art of the Novel, der udkom i 1934 og Artiklen "The art of fiction" (1884). Den engelske forfatter og kritiker Percy Lubbock har bygget videre på James idéer, særligt med værket The Craft of Fiction, 1921. Lubbock er siden blevet kritiseret af blandt andet Wayne C. Booth for at forfladige James tanker. Virginia Woolf forholder sig positivt til Lubbocks idéer og viderudvikler dem i essayet "On Re-reading Novels", 1922.
Først i 1970'erne blev point-of-view-traditionen og den klassiske narratologi ført sammen, hvilket blandt andet skete med Seymour Chatmans hovedværk Story and Discourse: Narrative Structure in Fiction and Film, 1978. Sammenføringen har den amerikanske litteraturforsker Jonathan Culler karakteriseret i "Fabula and Sjuzhet in the Analysis of Narrative: Some American Discussions", 1980, udgivet i Poetics Today.

## Klassisk narratologi
Den klassiske narratologi er en teoretisk skoledannelse, som blev dannet af en gruppe franske strukturalister i 1960'erne. Særligt betydningsfuld for narratologiens gennemslagskraft blev udgivelsen af tidsskriftet Communications, nr. 8, 1966, hvori der findes bidrag af en række prominente forskere: Roland Barthes, Algirdas J. Greimas, Claude Bremond, Umberto Eco, Jules Gritti, Violette Morin, Christian Metz, Tzetan Todorov og Gérard Genette. Målet med den klassiske narratologi var at opstille modeller, der kunne indkapsle og beskrive alle typer narrativer, lige fra udtryk, fortællestil og komposition til karakterernes individuelle funktioner i narrativet. Et klassisk eksempel på en sådan model kan findes hos Algirdas Julien Greimas i Sémantique structurale: recherche de méthode,, 1966. Her vidreudvikler Greimas de karakterer, som Propp fremsatte i Eventyrets morfologi, 1928. Greimas kalder dem aktanter og reducerer deres antal, samt fremsætter en model for, hvordan disse aktanter interagerer med hinanden. Denne model kaldte han aktantmodellen. .
Den franske litteraturteoretiker Gérard Genette har, udover artiklen i Communications, skrevet en række banebrydende værker, som har været med til at give ham en central rolle i både narratologien og i genreforskningen. Ud af disse er de vigtigste for narratologien Discours du récit., 1980, og Nouveau discours du récit., 1983. I Discours du récit finder man blandt andet begrebet narrativ modus, som beskæftiger sig med fortællerforholdene i en fortælling.
Både den britiske litteraturkritiker Frank Kermode og den amerikanske fortælleteoretiker Peter Brooks forholder sig teoretisk til betydningen af et narrativs slutning. Kermode argumenterer i The Sense of an Ending: Studies in the Theory of Fiction, 1967, for, at slutningen er den del af en fortælling, som giver resten af fortællingen mening. I tråd med dette argumenterer Brooks i værket Reading for the Plot,1984, for, at læseren drives af et narrativt begær efter at nå slutningen, da det er her fortællingen opklares. Plot er ifølge Brooks både noget, som kan være en del af en fortællings opbygning, men det er også en aktivitet som læseren udfører under læsningen, for at gøre rede på sammenhængen mellem de enkelte dele.
Roland Barthes argumenterer for en tværdisciplinær tilgang til at analysere fortællinger, da fortællinger forekommer i mange forskellige formater, medier og genrer. Med denne tilgang ses fortællinger som en understøttende funktion i kognitive og kommunikative aktiviteter. Barthes tværdiciplinære tilgang adskiller sig fra de øvrige teoretikere inden for den klassiske narratologi.

## Moderne narratologi
Moderne narratologi kaldes også postklassisk narratologi. Det er ikke én strømning, men en samlebetegnelse for en række forskelligartede strømninger, der tager udgangspunkt i eller har tilknytning til narratologien.

### Feministisk narratologi
Den feministiske narratologi er - som navnet antyder - en teoretisk strømning, som både trækker på feministisk og narratologisk teori. Feministisk narratologi blev som retning navngivet af Susan S. Lanser i artiklen "Toward a Feminist Narratology", 1986, i nummer 3, Narrative Poetics, af tidskriftet Style. Lanser har, udover at navngive strømningen, også udgivet en række værker, som beskæftiger sig med feministisk narratologi, blandt andet The Narrative Act, udgivet under pseudonymet Herman L. Lanser i 1984.

## Vigtige teoretikere
- Vladimir Propp
- Mikhail Bakthin
- Henry James
- Wayne C. Booth
- Seymour Chatman
- Algirdas Julien Greimas
- Gérard Genette
- Roland Barthes
- Claude Lévi-Strauss
- Gerald Prince
- Tzvetan Todorov
- Peter Brooks
- Frank Kermode
- Franz K. Stanzel
- James Phelan
- Jonathan Culler
- Mieke Bal
- David Herman
- Brian Richardson
- Monika Flaudernik
- Dorrit Cohn